# Bayrischzeller Kleeblatt
Bayrischzeller Kleeblatt war der gemeinsame Spitzname der Skisportler Fritz Pellkofer, Hans Bauer und Gustl Müller aus dem oberbayerischen Ort Bayrischzell. Sie gründeten 1922 den Skiclub Bayrischzell und 1930 die Bayrischzeller Skischule.